# Гутьеррес Арагон, Мануэль
Мануэ́ль Гутье́ррес Араго́н (исп. Manuel Gutiérrez Aragón; род. 2 января 1942, Торрелавега) — испанский кинорежиссёр и сценарист. Лауреат премии Сан-Себастьянского кинофестиваля.

## Биография
Мануэль Гутьеррес Арагон учился в Мадриде на журналиста, впоследствии обучался в Школе кинематографии. Работает в кино с 1969 года. В 1978 году был удостоен премии за лучшую режиссёрскую работу на Международном кинофестивале в Сан-Себастьяне за свой фильм «Сомнабулы».

## Фильмография
Сценарист и режиссёр
- 1973: Заговори, неменькая (Habla, mudita)
- 1976: Чёрная стая (Camada negra)
- 1978: Сердце леса (El corazón del bosque)
- 1978: Сомнабулы (Sonámbulos)
- 1982: Демоны в саду (Demonios en el jardín) — приз Сан-Себастьянского кинофестиваля
- 1984: Самая прекрасная ночь (La noche más hermosa)
- 1984: Жестокий (Feroz)
- 1986: Полнеба (La mitad del cielo)
- 1997: Вещи, которые я оставил в Гаване (Cosas que dejé en la Habana)

Режиссёр
- 1991: Дон Кихот Мигеля де Сервантеса (El Quijote de Miguel de Cervantes) по сценарию Камило Хосе Селы

Сценарист
- 1999: Когда ты будешь рядом (Cuando vuelvas a mi lado)